# Квадривијум
Квадривијум (лат. quadrivium) или четворопуће је скуп од четири од седам слободних вештина (лат. Septem artes liberales) заснованих на математици: аритметика, астрономија, геометрија и музика, које су се у средњем веку проучавале након завршеног тривијума. Заједно са тривијумом, чиниле су део средњовековног схоластичког образовања.
Сматрало се да је аритметика проучавање броја у најизворнијем облику, геоматрија је проучавање простора у најизворнијем облику, да је музика проучавање броја у покрету, а да је астрономија проучавање простора у покрету.